# NEWS キャッチ!
『NEWS キャッチ!』（ニュース キャッチ）は、2007年4月から2008年3月まで信越放送（SBCテレビ）で平日夕方に生放送されていた報道番組である。

## 概要
SBCは四半世紀以上にわたる長寿番組『SBCニュースワイド』の放送を続け、夕方のローカルニュースとして安定した視聴率を維持していたが、その一方でローカルニュースの前に放送されていた同局の夕方ワイド番組が年を追うごとに低迷してきた現状を受け、平日夕方の大規模な番組改編を実施し、新番組『信州まるごとワイド。キャッチ!』を2006年9月4日にスタートさせた。そしてこの新番組では当初ローカルニュースを17時台・18時台とそれぞれ「キャッチ!ニュース5時半」「キャッチ!ニュース6時半」と題し、ニュースゾーンを2か所に分けて伝え、情報番組・ニュース番組の統合を試みた。
しかし、同番組は放送開始からわずか2か月でローカルニュースの比重を18時台に戻すこととなった。これら一連の番組編成の迷走により、視聴率も低下してしまう。17時台は引き続き『信州まるごとワイド。キャッチ!』を継続、『JNNイブニング・ニュース』を挟んで、18時台のローカルニュースは「NEWS キャッチ!」としてローカルニュース枠を完全に切り離し、急遽番組を立ち上げるに至った。また、キャスターも『信州まるごとワイド。キャッチ!』でキャスターを務めていた丸山隆之と中澤佳子がスライドした。
2008年3月28日、『信州まるごとワイド。キャッチ!』の終了を受け、同じく「キャッチ!」の名を冠したこの番組も終了した。2008年4月には帯番組の大幅な改編を行い、キャスターは同じくして夕方の報道番組『SBC News6』がスタートした。

## 放送時間
- 月曜 - 金曜 18:16 - 18:55

## 出演者

### キャスター
- 丸山隆之（SBC報道部デスク）
- 中澤佳子（SBCアナウンサー）

### 気象予報士
- 松元梓 - 『信州まるごとワイド。キャッチ!』およびこの『NEWS キャッチ!』両番組に出演。

## タイムテーブル
- 18:16 オープニング、ニュース、特集など - 『JNNイブニング・ニュース』からステーションブレイク無しで接続。
- 18:40頃 お天気キャッチ! - 『信州まるごとワイド。キャッチ!』と共通タイトルのお天気コーナー。
- 18:53 エンディング - 「きょうのありがとう」というコーナーが最後にあり、このコーナーの最後に「NEWSキャッチ! 終」というテロップが出てそのまま番組は終了。

## 備考
- 番組名では同局の略称である「SBC」が外されているが、番組タイトルロゴにおいては同番組名に加えて「SBC NEWS CATCH!」と併記されている。
- 番組制作協力はSBCの大株主でもある信濃毎日新聞。